# Tecladista

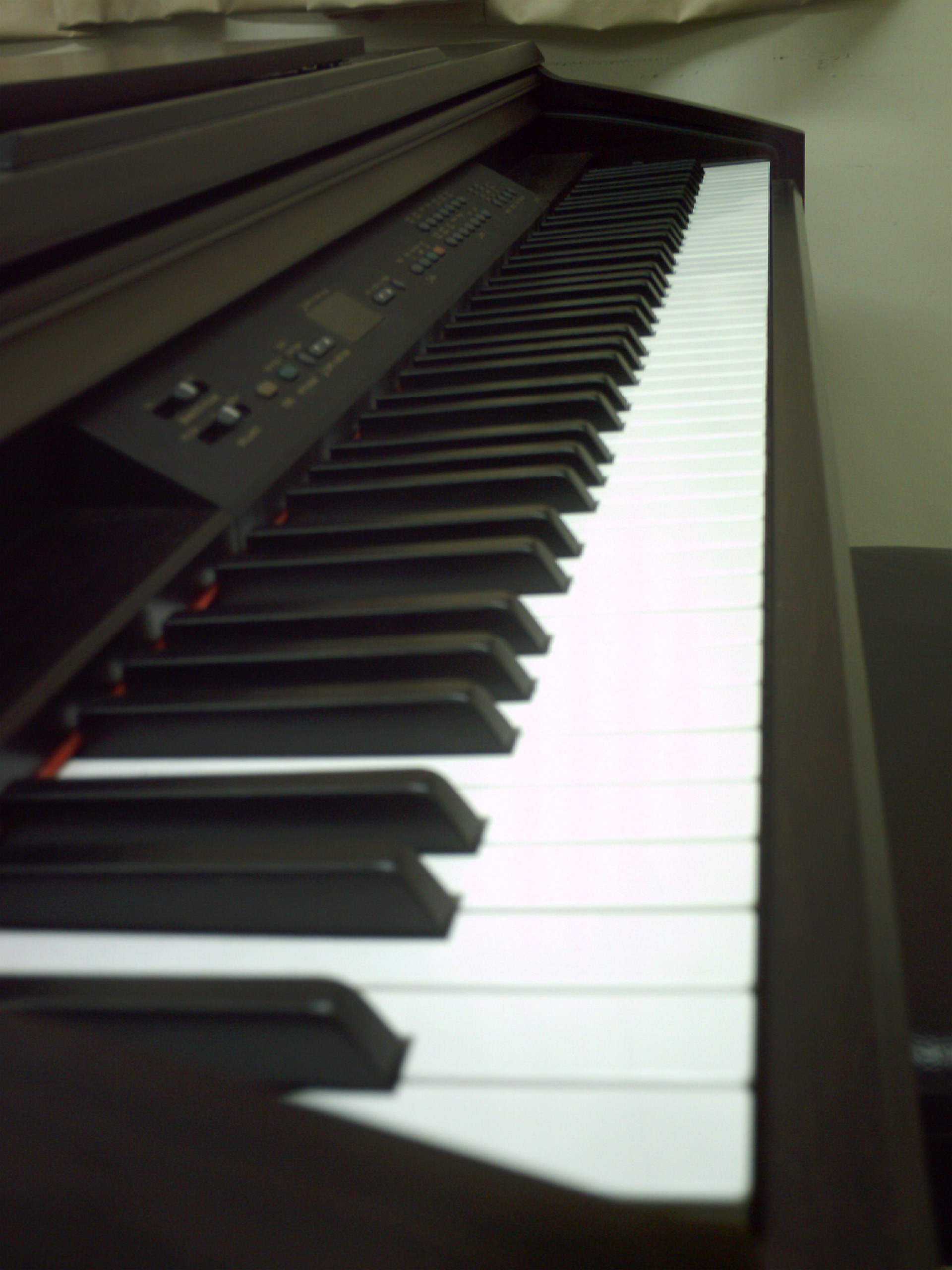
piano electrónico.

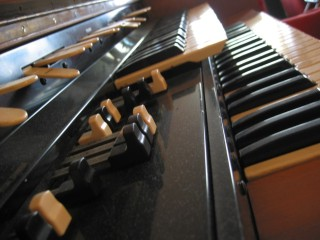
Órgano Hammond.

Un tecladista o teclista es un músico que toca instrumentos de teclado.

## Historia del nombre
Hasta principios de los años sesenta, los músicos que tocaban instrumento de teclado eran generalmente clasificados como
- pianistas (cuando tocaban el piano),
- organistas (cuando tocaban el órgano electrónico o el órgano de tubos),
- clavecinistas (cuando tocaban el clavecín).

Otros instrumentos de teclado tradicionales:
- celesta
- clavicordio
- armonio

A partir de mediados de los años sesenta, una plétora de nuevos instrumentos de teclado llegaron al uso cotidiano, requiriendo un término más general para la persona que los ejecuta.
Algunos de estos nuevos instrumentos de teclado incluyen:
- pianos eléctricos como el Fender Rhodes y el Piano eléctrico Wurlitzer
- pianos electrónicos como el Roland Digital Piano
- órganos electrónicos como el Hammond, el Farfisa y el Vox Continental
- sintetizadores analógicos como el Moog modular y los sintetizadores ARP
- samplers
- melotrones
- clavinets
- pianet
- keytar (sintetizador con forma de guitarra eléctrica).

## Tecladista o teclista
Según el Diccionario de la lengua española, de la Real Academia Española (RAE), un teclista o una teclista
es la persona que se dedica profesionalmente a componer textos manejando el teclado de una máquina, y también la persona que toca un instrumento electrónico de teclado, generalmente en un conjunto musical.
En cambio y también según la RAE, un tecladista o una tecladista
es exclusivamente la persona que toca teclados.